# 오바타정 (군마현)
오바타정(일본어: 小幡町)은 일본 군마현 간라군에 설치되었던 정이다. 현재의 간라정 중심 지구에 해당한다.